# صموئيل دبليو. أرنولد
صموئيل دبليو. أرنولد (بالإنجليزية: Samuel W. Arnold)‏ هو رائد أعمال وبيروقراطي وسياسي أمريكي، ولد في 21 سبتمبر 1879 في داوننغ في الولايات المتحدة، وتوفي في 18 ديسمبر 1961 في كيركفيل في الولايات المتحدة. حزبياً، نشط في الحزب الجمهوري. وقد انتخب عضو مجلس النواب الأمريكي (3 يناير 1943 – 3 يناير 1949).